# Гемптон Тауншип (округ Аллегені, Пенсільванія)
Гемптон Тауншип (англ. Hampton Township) — селище (англ. township) в США, в окрузі Аллегені штату Пенсільванія. Населення — 18 479 осіб (2020).

## Демографія
Згідно з переписом 2010 року, у селищі мешкали 18 363 особи в 7223 домогосподарствах у складі 5209 родин. Було 7555 помешкань
Расовий склад населення:
| - 96,0 % — білих - 2,1 % — азіатів - 0,9 % — чорних або афроамериканців |

До двох чи більше рас належало 0,8 %. Частка іспаномовних становила 0,8 % від усіх жителів.
За віковим діапазоном населення розподілялося таким чином: 24,1 % — особи молодші 18 років, 59,5 % — особи у віці 18—64 років, 16,4 % — особи у віці 65 років та старші. Медіана віку мешканця становила 44,7 року. На 100 осіб жіночої статі у селищі припадало 93,8 чоловіків;  на 100 жінок у віці від 18 років та старших — 91,0 чоловіків також старших 18 років.
Середній дохід на одне домашнє господарство  становив 111 997 доларів США (медіана — 83 526), а середній дохід на одну сім'ю — 136 188 доларів (медіана — 103 333). Медіана доходів становила 78 052 долари для чоловіків та 48 642 долари для жінок. За межею бідності перебувало 3,8 % осіб, у тому числі 5,2 % дітей у віці до 18 років та 3,6 % осіб у віці 65 років та старших.
Цивільне працевлаштоване населення становило 9487 осіб. Основні галузі зайнятості: освіта, охорона здоров'я та соціальна допомога — 29,0 %, науковці, спеціалісти, менеджери — 13,0 %, фінанси, страхування та нерухомість — 11,2 %, роздрібна торгівля — 10,1 %.